# US Foods
US Foods, anciennement U.S. Foodservice, est une entreprise américaine d'agroalimentaire basée à Rosemont (Illinois, États-Unis).

## Histoire
Depuis la mi-2007, la compagnie privée appartient conjointement par Clayton, Dubilier & Rice et par Kohlberg Kravis Roberts & Co. après avoir été vendue par Ahold.
En juillet 2018, US Foods annonce pour 1,8 milliard de dollars l'acquisition de SGA's Food Group, une autre entreprise de restauration collective américaine qui a un chiffre d'affaires annuel de 3,2 milliards de dollars, alors que le chiffre d'affaires trimestriel de US Foods est alors de 6,46 milliards de dollars.
En mars 2020, US Foods annonce l'acquisition de Smart Foodservice, entreprise américaine possédant 70 cash-and-carry, pour 970 millions de dollars à Apollo Global Management.

## Activité
La compagnie est active dans la distribution de produits alimentaires auprès d'environ 250 000 clients parmi lesquels on retrouve des restaurants, des hôpitaux, des hôtels, des cafétérias et des écoles. Il distribue également près de 43 000 marques de produits pour différentes enseignes et emploie près de 29 500 travailleurs.